# Cirque du Soleil
A Cirque du Soleil (francia név, magyarul: A Nap Cirkusza, angolul: Circus of the Sun) egy montréali székhelyű szórakoztatóipari vállalat és a világ legnagyobb kortárs cirkusza, melyet az tesz egyedülállóvá, hogy nem folyamodik állatszámokhoz, viszont nagyban támaszkodik mozgásművészek, akrobaták, zsonglőrök, légtornászok és komikusok munkájára. Székhelye a Saint-Michel negyed belvárosi részében található, 1984. június 16-án Guy Laliberté és Gilles Ste-Croix utcai előadóművészek alapították egy québeci kisvárosban, Baie-Saint-Paulban.
Eredetileg a társulat tagjai Les Échassiers (magyarul: A Gázlómadarak) nevén léptek fel, 1979 és 1983 között különféle formákban turnéztak Kanada Québec tartományában. Kezdeti pénzügyi nehézségeiket 1983-ban a Kanadai Művészeti Tanács által nyújtott állami támogatás enyhítette, amelynek köszönhetően felléphettek Jacques Cartier kanadai útjának 450. évfordulója alkalmából rendezett ünnepsorozat keretei között. Az első hivatalos műsoruk, a Le Grand Tour du Cirque du Soleil 1984-ben már sikeres volt, és miután megszerezték a második évi működésükhöz szükséges finanszírozást, Laliberté felkérte Guy Caront a Nemzeti Cirkuszi Iskolából, hogy „megfelelő cirkuszként“ alakítsa újra a társulatot. A színházi, karaktervezérelt megközelítés és az állatszámok hiánya segítette elő a Cirque du Soleil kortárs cirkuszként (más néven újcirkusz, franciául: nouveau cirque) való meghatározását, amely napjainkban is jellemzi.
Az 1980-as évek végi pénzügyi sikerek és kudarcok után létrehozták a Nouvelle Expérience című előadást – Franco Dragone rendezésével –, amely 1990-ig nemcsak jövedelmezővé tette a Cirque du Soleil-t, de új show-k létrehozását is lehetővé tette.
A Cirque du Soleil az 1990-es és 2000-es években rohamosan növekedett, előadásaik száma meghaladta a húszat, melyek több, mint 300 városban voltak láthatóak a világ összes kontinensén, az Antarktiszt leszámítva. A vállalat nagyjából 4000 embert foglalkoztat 50 különböző országból, éves árbevétele körülbelül 1 milliárd amerikai dollárt tesz ki. A több állandó székhelyű Las Vegas-i show esténként több, mint 9000 embert szórakoztat, ami a város látogatóinak 5%-át teszi ki, így világszerte több, mint 100 millió ember látta már a Cirque du Soleil produkciókat.
2000-ben Laliberté kivásárolta Daniel Gauthier-t a cégből, és 95%-os tulajdonrészével folytatta a márka terjesztését. 2008-ban Laliberté részesedésének 20%-át egyenlően elosztotta a dubaji Istithmar World és Nakheel befektetési csoportok között a vállalat céljainak további pénzügyi finanszírozása érdekében. E két csoporttal együttműködésben a Cirque du Soleil azt tervezte, hogy 2012-ben állandó székhelyű műsort hoz létre az Egyesült Arab Emírségekben Guy Caron és Michael Curry rendézésével. Azonban, a 2008-as gazdasági világválság által okozott 2010-es dubaji pénzügyi problémás helyzet nyomán Laliberté kijelentette, hogy „jegelik“ a projektet és, hogy esetleg egy másik pénzügyi partnert keres a cég jövőbeli terveinek pénzügyi finanszírozására; illetve, azt is fontolgathatja, hogy eladja a vállalatban lévő részesedésének további 10%-át. 2015-ben a TPG Capital amerikai befektetési vállalat, a Fosun Industrial Holdings kínai befektetési konglomerátum és a Caisse de dépôt et placement du Québec intézményi befektető megvásárolta a Cirque du Soleil 90%-os tulajdonrészét. Az adásvételt a kanadai kormány 2015. június 30-án hagyta jóvá.
A társulat műsorai az évek során számos díjat és kitüntetést kaptak, köztük három Drama Desk-díjat; hét Primetime Emmy-díjat; három Gemini-díjat; egy Bambi-díjat; egy Daytime Emmy-díjat; egy Juno-díjat; és egy csillagot a hollywoodi hírességek sétányán. 2000-ben a Cirque du Soleil elnyerte a Nemzeti Művészeti Központ-díjat, amely a Kormányzó Előadó-művészeti Díjának társdíja volt, és 2002-ben helyet kapott a kanadai hírességek sétányán.

## Műsorai
Minden Cirque du Soleil műsornak saját központi témája és története van az ahhoz kapcsolódó karakterekkel. Az előadásokat élő zenével kísérik és a műszaki személyzet helyett maguk az előadóművészek cserélik a rekvizitiket (artista kellékeket) a produkciók között.
A turnézó előadások hossza általában 2 óra és 2 és félóra közé tehető, egy 15–20 perces szünettel együtt. Az állandó székhelyű műsorok általában 70 és 90 percig tartanak, szünet nélkül. Átlagosan a műsorok egy héten 10 alkalommal kerülnek bemutatásra. A turnéző előadásoknak rendszerint egy „sötét napja“ (előadás nélküli nap) van, míg az állandó műsoroknak kettő.

### Repertoáron lévő előadások
| Cím                                      | Premier              | Típus            | Helyszín                                                          | Státus            |
| ---------------------------------------- | -------------------- | ---------------- | ----------------------------------------------------------------- | ----------------- |
| Le Grand Tour du Cirque du Soleil        | 1984. június 16.     | Turnézó          | Cirkuszsátor                                                      | Már nincs műsoron |
| La Magie Continue                        | 1986. április 20.    | Turnézó          | Cirkuszsátor                                                      | Már nincs műsoron |
| Le Cirque Réinventé                      | 1987. május 7.       | Turnézó          | Cirkuszsátor                                                      | Már nincs műsoron |
| Nouvelle Expérience                      | 1990. május 8.       | Turnézó          | Cirkuszsátor (1990–1993)                                          | Már nincs műsoron |
| Saltimbanco                              | 1992. április 23.    | Turnézó          | Cirkuszsátor (1992–2006); Aréna (2007–2012)                       | Már nincs műsoron |
| Mystère                                  | 1993. december 25.   | Állandó          | Treasure Island Hotel és Casino, Las Vegas (1993–)                | Műsoron           |
| Alegría                                  | 1994. április 21.    | Turnézó          | Cirkuszsátor (1994–2009, 2019–); Aréna (2009–2013)                | Műsoron           |
| Quidam                                   | 1996. április 23.    | Turnézó          | Cirkuszsátor (1996–2010); Aréna (2010–2016)                       | Már nincs műsoron |
| O                                        | 1998. október 15.    | Állandó          | Bellagio, Las Vegas (1998–)                                       | Műsoron           |
| La Nouba                                 | 1998. december 23.   | Állandó          | Downtown Disney, Lake Buena Vista, Florida (1998–2017)            | Már nincs műsoron |
| Dralion                                  | 1999. április 22.    | Turnézó          | Cirkuszsátor (1999–2010); Aréna (2010–2015)                       | Már nincs műsoron |
| Varekai                                  | 2002. április 22.    | Turnézó          | Cirkuszsátor (2002–2013, 2017); Aréna (2013–2017)                 | Már nincs műsoron |
| Zumanity                                 | 2003. július 31.     | Állandó          | New York-New York Hotel & Casino, Las Vegas (2003–)               | Műsoron           |
| Kà                                       | 2005. február 3.     | Állandó          | MGM Grand Las Vegas, Las Vegas (2005–)                            | Műsoron           |
| Corteo                                   | 2005. április 21.    | Turnézó          | Cirkuszsátor (2005–2015); Aréna (2018–)                           | Műsoron           |
| Delirium                                 | 2006. január 26.     | Turnézó          | Aréna (2006–2008)                                                 | Már nincs műsoron |
| The Beatles LOVE                         | 2006. június 2.      | Állandó          | The Mirage, Las Vegas (2006–)                                     | Műsoron           |
| Koozå                                    | 2007. április 19.    | Turnézó          | Cirkuszsátor (2007–)                                              | Műsoron           |
| Wintuk                                   | 2007. november 1.    | Állandó          | Madison Square Garden, New York (2007–2011)                       | Már nincs műsoron |
| Zaia                                     | 2008. július 26.     | Állandó          | The Venetian Macao, Cotai Strip, Makaó (2008–2012)                | Már nincs műsoron |
| Zed                                      | 2008. augusztus 15.  | Állandó          | Disney Resort, Tokió, Japán (2008–2011)                           | Már nincs műsoron |
| Criss Angel Believe                      | 2008. szeptember 26. | Állandó          | Luxor, Las Vegas (2008–2016)                                      | Már nincs műsoron |
| OVO                                      | 2009. április 23.    | Turnézó          | Cirkuszsátor (2009–2015); Aréna (2015–)                           | Műsoron           |
| Banana Shpeel                            | 2009. november 19.   | Turnézó          | Aréna (2009–2010)                                                 | Már nincs műsoron |
| Viva Elvis                               | 2010. február 19.    | Állandó          | Aria Resort & Casino, Las Vegas (2010–2012)                       | Már nincs műsoron |
| Totem                                    | 2010. április 22.    | Turnézó          | Cirkuszsátor (2010–)                                              | Műsoron           |
| Zarkana                                  | 2011. június 29.     | Turnézó, Állandó | Aréna (2011–2012); Aria Resort & Casino, Las Vegas (2012–2016)    | Már nincs műsoron |
| Iris                                     | 2011. szeptember 25. | Állandó          | Dolby Theatre, Los Angeles (2011–2013)                            | Már nincs műsoron |
| Michael Jackson: The Immortal World Tour | 2011. október 2.     | Turnézó          | Aréna (2011–2014)                                                 | Már nincs műsoron |
| Amaluna                                  | 2012. április 19.    | Turnézó          | Cirkuszsátor (2012–)                                              | Műsoron           |
| Michael Jackson ONE                      | 2013. május 23.      | Állandó          | Mandalay Bay Resort & Casino, Las Vegas (2013–)                   | Műsoron           |
| Kurios                                   | 2014. április 24.    | Turnézó          | Cirkuszsátor (2014–)                                              | Műsoron           |
| JOYÁ                                     | 2014. november 8.    | Állandó          | Riviera Maya, Mexikó (2014–)                                      | Műsoron           |
| TORUK – The First Flight                 | 2015. november 20.   | Turnézó          | Aréna (2015–2019)                                                 | Már nincs műsoron |
| Paramour                                 | 2016. április 16.    | Állandó          | Lyric Theatre, Broadway (2016–2017); Hamburg, Németország (2019–) | Műsoron           |
| Luzia                                    | 2016. április 21.    | Turnézó          | Cirkuszsátor (2016–)                                              | Műsoron           |
| Sép7imo Día: No Descansaré               | 2017. március 9.     | Turnézó          | Aréna (2017–2018)                                                 | Már nincs műsoron |
| Volta                                    | 2017. április 20.    | Turnézó          | Cirkuszsátor (2017–)                                              | Műsoron           |
| Crystal                                  | 2017. október 5.     | Turnézó          | Aréna (2017–)                                                     | Műsoron           |
| Bazzar                                   | 2018. november 14.   | Turnézó          | Cirkuszsátor (2018–)                                              | Műsoron           |
| X (The Land of Fantasy)                  | 2019. augusztus 10.  | Állandó          | Hangcsou, Kína (2019–)                                            | Műsoron           |
| Axel                                     | 2019. október 4.     | Turnézó          | Aréna (2019–)                                                     | Műsoron           |
| Messi 10                                 | 2019. október 10.    | Turnézó          | Aréna (2019–)                                                     | Műsoron           |
| R.U.N                                    | 2019. október 29.    | Állandó          | Luxor, Las Vegas (2019–)                                          | Műsoron           |
| ‘Twas The Night Before...                | 2019. november 29.   | Állandó          | Madison Square Garden, New York (2019–)                           | Műsoron           |
| Drawn to Life                            | 2020. március 20.    | Állandó          | Disney Springs, Lake Buena Vista, Florida (2020–)                 | Előkészületben    |
| Under the Same Sky                       | 2020. április 23.    | Turnézó          | Cirkuszsátor (2020–)                                              | Előkészületben    |
| Nysa                                     | 2020. szeptember 17. | Állandó          | Theater am Potsdamer Platz, Berlin (2020–)                        | Előkészületben    |

## Egyéb fellépések
A Cirque du Soleilnek külön csapata van céges és magánesemények fellépéseire, amely csak ezeket a rendezvényeket koordinálja.
| Év   | Esemény                                     | Helyszín                        |
| ---- | ------------------------------------------- | ------------------------------- |
| 2002 | 74. Oscar-gála                              | Los Angeles, Egyesült Államok   |
| 2004 | Soleil de Minuit (Midnight Sun)             | Montréal, Kanada                |
| 2004 | A Taste of Cirque du Soleil                 | Celebrity Cruises               |
| 2005 | Reflections in Blue                         | Montréal, Kanada                |
| 2005 | 2005-ös Junior Eurovíziós Dalfesztivál      | Hasselt, Belgium                |
| 2007 | One Day, One Game, One Dream                | Miami Gardens, Egyesült Államok |
| 2008 | The Awakening of the Serpent                | Zaragoza, Spanyolország         |
| 2009 | 2009-es Eurovíziós Dalfesztivál             | Moszkva, Oroszország            |
| 2009 | Les Chemins invisibles                      | Québec, Kanada                  |
| 2009 | Prêmio Craque do Brasileirão díjátadó       | Rio de Janeiro, Brazília        |
| 2010 | 2010-es sanghaji világkiállítás             | Sanghaj, Kína                   |
| 2010 | Electronic Entertainment Expo               | Los Angeles, Egyesült Államok   |
| 2010 | Les Chemins invisibles                      | Québec, Kanada                  |
| 2011 | Les Chemins invisibles                      | Québec, Kanada                  |
| 2012 | Super Bowl XLVI félidei show                | Indianapolis, Egyesült Államok  |
| 2012 | 84. Oscar-gála                              | Los Angeles, Egyesült Államok   |
| 2012 | Les Chemins invisibles                      | Québec, Kanada                  |
| 2012 | 2012-es U17-es női labdarúgó-világbajnokság | Baku, Azerbajdzsán              |
| 2013 | Scalada                                     | Andorra la Vella, Andorra       |
| 2014 | Scalada Mater Natura                        | Andorra la Vella, Andorra       |

## Magyarországi előadások

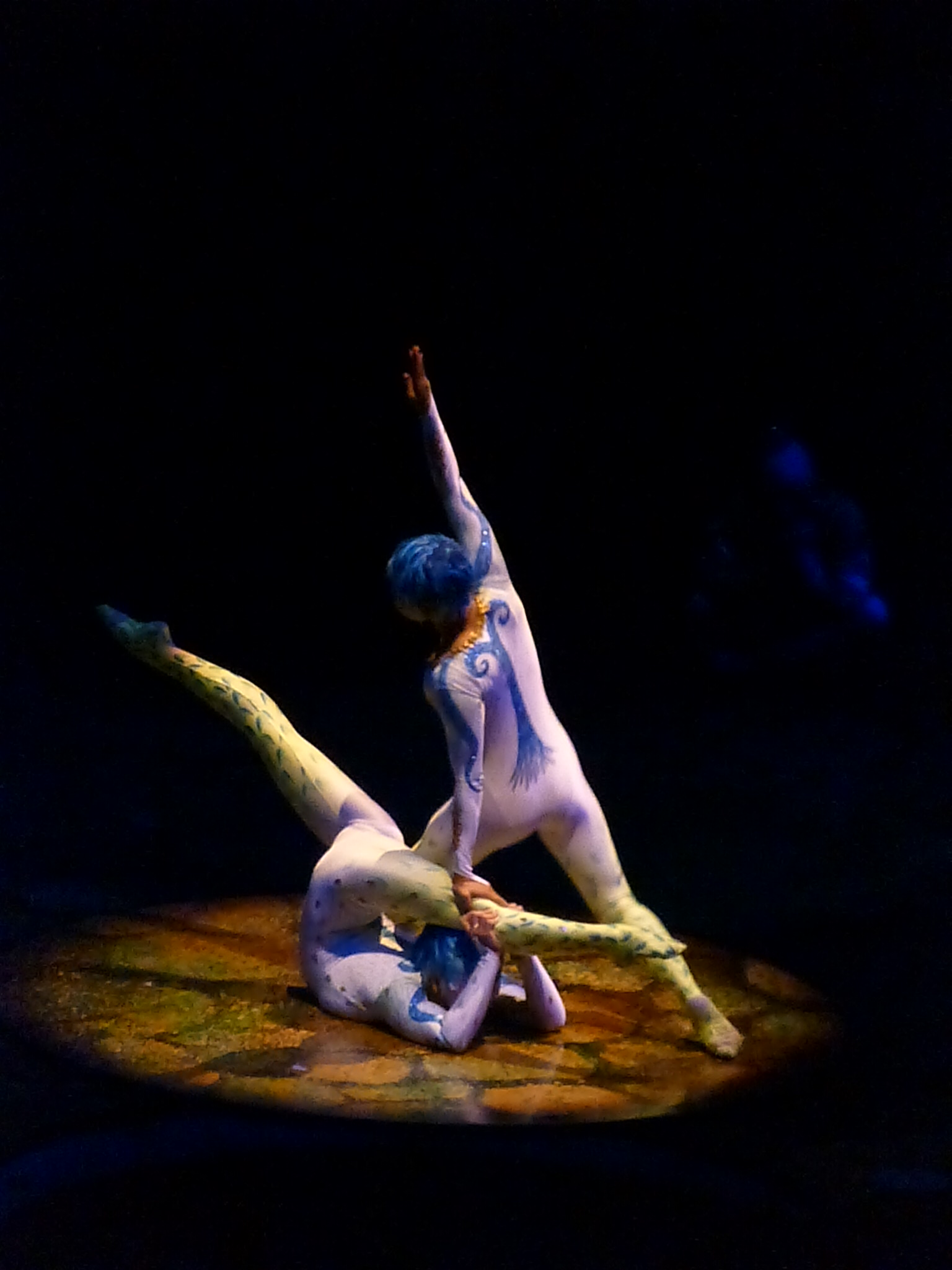
Részlet az Alegría című előadásból

A Cirque du Soleil 2007. október 30-án és 31-én lépett fel először hazánkban Delirium című műsorukkal, és a nagy sikerre való tekintettel a show 2008. február 29-én, és 2008. március 1-jén ismét látható volt Budapesten, a Papp László Budapest Sportarénában. 2010 decemberében a Saltimbanco című előadásukkal látogattak Budapestre. 2012-ben négy napot vendégszerepeltek Magyarországon, május 17-től május 20-ig. Ekkor az egyik legsikeresebb műsorukat, az Alegriát mutatták be. 2013. február 5-én és 6-án a Michael Jackson munkásságát feldolgozó Michael Jackson: The Immortal World Tour című műsorukkal jártak hazánkban. 2015. február 13. és 15. között a Quidam produkciójukat hozták el a magyar fővárosba. 2017-ben a magyar közönség a Varekai-t ismerhette meg, amit május 12. és 14. között öt alkalommal adtak elő a Sportarénában.
| Időpont                     | Előadás                                  | Város    | Helyszín                        |
| --------------------------- | ---------------------------------------- | -------- | ------------------------------- |
| 2007. október 30–31.        | Delirium                                 | Budapest | Papp László Budapest Sportaréna |
| 2008. február 29–március 1. | Delirium                                 | Budapest | Papp László Budapest Sportaréna |
| 2010. december 8–12.        | Saltimbanco                              | Budapest | Papp László Budapest Sportaréna |
| 2012. május 17–20.          | Alegría                                  | Budapest | Papp László Budapest Sportaréna |
| 2013. február 5–6.          | Michael Jackson: The Immortal World Tour | Budapest | Papp László Budapest Sportaréna |
| 2015. február 13–15.        | Quidam                                   | Budapest | Papp László Budapest Sportaréna |
| 2017. május 12–14.          | Varekai                                  | Budapest | Papp László Budapest Sportaréna |

## A zenék
A Cirque du Soleil (kivételesen ugyanezen név alatt publikált) zenéi semmiben sem hasonlítanak a hagyományos cirkuszban megszokott dallamvilághoz. A világzene, a tangó, az experimentális zene, a new age, a new wave, vagy a pop-rock között mozogva a René Dupéré és Benoît Jutras komponálta zenék legalább annyira elbűvölők, andalítók, mint dinamikusak. A Cirque du Soleil minden előadását egyfajta jellemző zenei „stílus” kíséri: a Draliont különféle dobok uralják, az Alegriában a harmonikáé és a hegedűé a főszerep, a Zumanity alaphangzását a szaxofon és a zongora határozza meg (stb.), attól függően, hogy az előadás milyen hangulatot követel.
René Dupéré Alegria című dalára írt magyar szöveget Geszti Péter, melyet Oláh Ibolya adott elő Magyarország címmel.
|  | Bővebben: Cirque du Soleil-diszkográfia |

|  | Bővebben: Cirque du Soleil-filmográfia |

## Balesetek
2009-ben, miután edzés közben leesett a trambulinról a cég egyik montréali létesítményében, belehalt fejsérülésébe Olekszandr Zsurov 24 éves ukrán előadóművész.
2013. június 29-én Sarah Guyard-Guillot francia akrobata és kötéltáncos a cirkusz Kà című előadás végéhez közeledve zuhant le egy drótkötélről a las vegasi MGM kaszinó színpadán. Szemtanúk szerint a nő lába megcsúszott a kötélen, elvesztette az egyensúlyát és lezuhant. A társulat akrobatái biztosítókötéllel dolgoznak, de Guyard-Guillot derekáról az valahogy kioldódott, így a nő egyenesen a színpad mögötti árokba zuhant. A közönség tagjai először azt hitték, amit látnak, az az előadás része, de később rádöbbentek, hogy tragédia történt. A műsort a baleset után pár másodperccel leállították. Guy Laliberté, a Cirque du Soleil alapítója egy közleményben fejezte ki megrendülését az artista halála miatt. Ez volt az első halálos baleset a cirkusz 30 éves történetében. Az előadást egy időre felfüggesztették, majd július 16-án – a halálos produkció helyett másikat beiktatva – folytatták.
2013. november 1-én, helyi idő szerint péntek este, a Zarkana című műsor közben leesett a halálkerékről, és megsérült a társulat egyik légtornásza, Las Vegasban, az Aria kaszinó színpadán. Szemtanúk szerint a férfi megcsúszott, és leesett a kerékről. Az előadást félbeszakították, és az akrobatát kórházba szállították.

## Cirque du Soleil másképpen

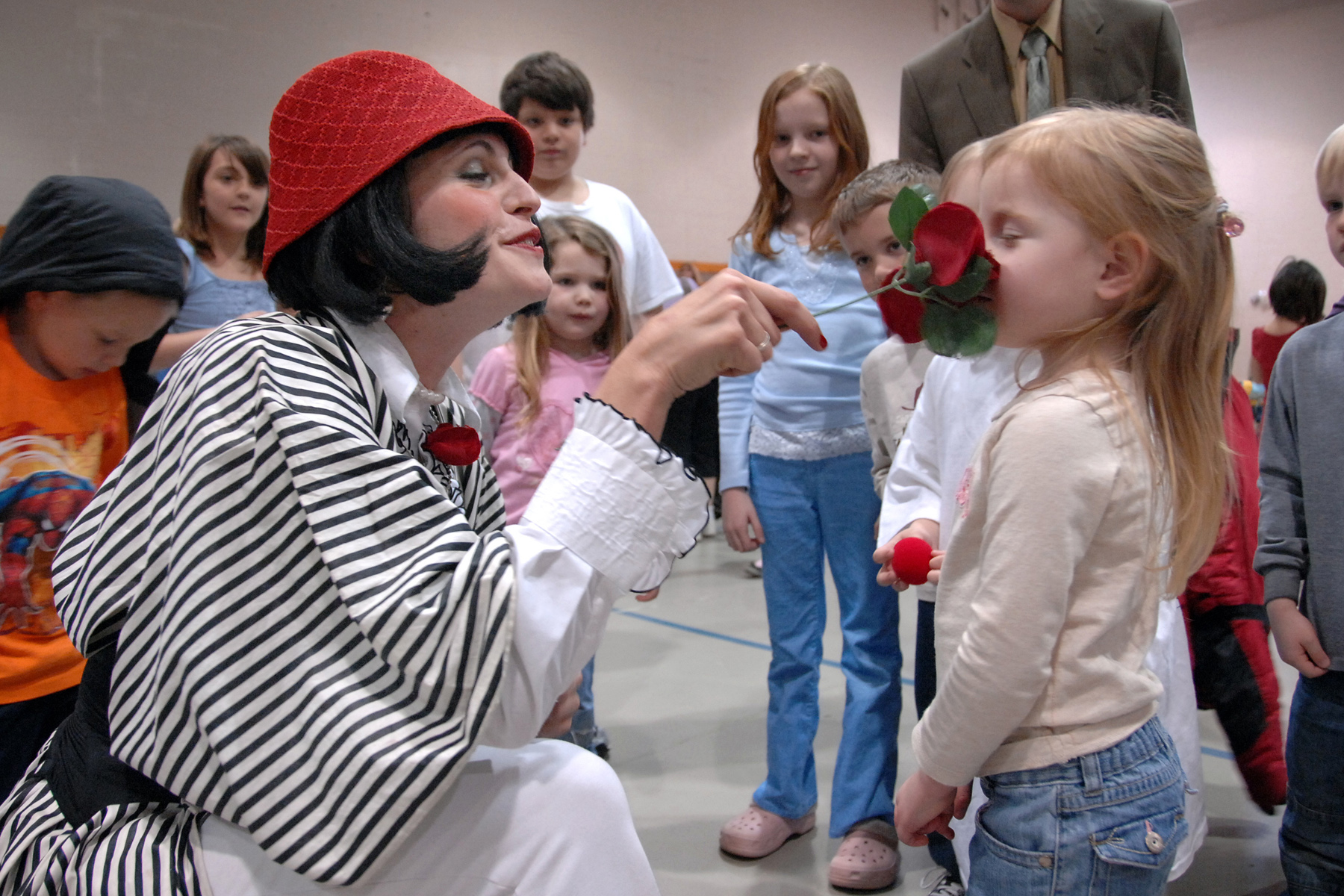
Pantomimszínész gyerekeknél

A rendkívül népszerű Cirque du Soleil számos alkalommal vesz részt a világ minden táján különféle rendezvényeken, illetve televíziós műsorokban.
Ezen túlmenően Guy Laliberté segítséget kívánt nyújtani a nehéz anyagi helyzetben lévő, hátrányos helyzetű gyermekeknek, ezért egyes előadások bevételét teljes egészében a cirkusz iskolája kapja, visszaadva ezzel az önbizalmat a fiataloknak, újabb esélyt adva nekik.
Egyébként pedig minden fellépő ruhát, kiegészítőt, felszerelést, vagy eszközt a montreali székhelyen készítenek, mely a város különösen szegény negyedében található. Az épület egy egykori szeméttelepen épült fel, és újrahasznosítva a talaj kipárolgását energiát is termelnek.

## A Cirque du Soleil számokban
- 3 előadás arénában, egy világkörüli út keretében
- 6 előadás sátorban, egy világkörüli út keretében
- 9 állandó előadás színházteremben (8 Las Vegas-ban és egy a floridai Disneylandben)
- 2 tévésorozat (Solstrom és a Sans Filet)

Minden turnézó előadáshoz szükséges:
- 62 konténer,
- 800 tonna felszerelés,
- 60 artista,
- 60 technikus,
- egy 17 méter magas sátor (4 db 25 méteres árbóccal), mely 2500 néző befogadására képes.

## Fordítás
- Ez a szócikk részben vagy egészben  a   Cirque du Soleil című angol Wikipédia-szócikk ezen változatának fordításán alapul.  Az eredeti cikk szerkesztőit annak laptörténete sorolja fel. Ez a jelzés csupán a megfogalmazás eredetét és a szerzői jogokat jelzi, nem szolgál a cikkben szereplő információk forrásmegjelöléseként.